# Gottfried von Erdmannsdorff
Gottfried von Erdmannsdorff (25 de abril de 1893 - 30 de enero de 1946) fue un general alemán durante la Segunda Guerra Mundial. Fue condenado por un tribunal militar soviético por crímenes de guerra en el Juicio de Minsk y ejecutado en 1946.

## Fortaleza Mogilev
El 27 de junio de 1944 tropas soviéticas lograron abrirse paso y abrir una profunda brecha al norte de Mogilev cruzando el río Dniéper sobre un puente en Trebuchi. El 4.º Ejército emitió el mensaje al general Erdmannsdorff de que Mogilev debía mantenerse como «posición fortificada» y se le ordenó mantener la ciudad hasta el último hombre. El 4.º Ejército retiró el XXXIX Cuerpo Panzer y el XII Cuerpo de Ejército a 21 km al oeste de Mogilev, dejando la ciudad a su destino contra los ataques abrumadores soviéticos. Posteriormente durante la tarde el general Erdmannsdorff reportó que las fuerzas alemanas habían sido debilitadas y los soviéticos habían empezado a alcanzar los márgenes de la ciudad. Solo 2 horas y 40 minutos después el general Erdmannsdorff afirmó que la única parte de la ciudad todavía bajo su control era el centro de la ciudad y empezaba a tener lugar el combate cuerpo a cuerpo. El último mensaje de radio que se recibió desde Mogilev fue a las 11:00 horas de la tarde y era el teniente general Rudolf Bamler, oficial al mando de la 12.ª División de Infantería solicitando que el Capitán Opke del 12.º Regimiento de Artillería debería ser condecorado con las Hojas de Roble de la Cruz de Caballero por su «destacado desempeño militar».

## Juicio de Minsk
Después de que las tropas soviéticas derrotaran la "Fortaleza Mogilev", Erdmannsdorff fue capturado por las tropas soviéticas. Fue juzgado por un tribunal soviético por crímenes cometidos en la RSS de Bielorrusia junto con otros dieciocho defendidos, catorce de los cuales, incluido Erdmannsdorff, fueron sentenciados a muerte el 29 de enero de 1946.
Erdmannsdorff fue condenado por los cargos de deportación de 10.000 personas, destrucción de aldeas, escuelas e iglesias, el fusilamiento de personas inválidas durante la construcción de fortificaciones, el uso de civiles como escudos humanos, y la organización de operaciones de represalia contra civiles bajo la apariencia de combatientes partisanos, y la fundación de campos en donde mucha población moría.
Los oficiales fueron ahorcados en público (con más 100.000 espectadores civiles) en el hipódromo de Minsk, el 30 de enero de 1946. Era el hermano menor del General der Infanterie Werner von Erdmannsdorff.

## Condecoraciones
- Cruz de Caballero de la Cruz de Hierro el 20 de marzo de 1942 como Oberst y comandante del Infanterie-Regiment 171[6]